# Novák Tamás
Novák Tamás (Győr, 1974. április 17. –) magyar újságíró, filmrendező.

## Életpályája
Az ELTE Jogi Karán végzett és ezzel párhuzamosan elvégezte az ELTE történelem szakát is.
2002-től az UFI, a Reakció majd a mandiner.hu újságírója. Jelentek meg írásai a Heti Válaszban és a FourFourTwo magazinban. Közel húsz egész estés dokumentumfilmet rendezett. Legismertebb filmjét Skrabski Fruzsinával közösen készítették, Bűn és büntetlenség (2010) címmel. A film Biszku Béláról szól, aki 1956 után Magyarország belügyminisztere és a forradalom utáni megtorlások egyik vezetője volt. Ezt követően oknyomozó filmsorozatot készítették Skrabski Fruzsinával közösen Becsengetünk és elfutunk címmel. A sorozat a hetivalasz.hu-n és az m1-en futott. 
Jelenleg a Siriat filmstúdió vezetője.

## Filmjei

### Rendezőként
- Mesélő életek (2004)
- Elsodort falvak I-V (2005)
- Föld sója (2009)
- Bűn és büntetlenség (2010)
- Áramlat (2011)[1]
- Becsengetünk és elfutunk I-VI. (2012)
- Globál Menü (2014)
- Cinema Inferno (2014)
- Game Over- avagy hogyan öltük meg a futballt 2016

### Producerként
- Becsengetünk és elfutunk (tv-sorozat) (2012)
- Bab Berci (2014)
- Nobel-díjas hadifogoly (2014)
- Városon kívüli találkozások (2014)
- Kivonulás a Paradicsomba (2014)
- Vérösvény (2015)

## Díjai
- A Magyar Érdemrend lovagkeresztje (2012)
- Kamera Korrektúra díj (2012)